# Two Pints of Lager and a Packet of Crisps
Two Pints of Lager and a Packet of Crisps (afgekort: Two Pints of Lager of Two Pints) is een sitcom van de BBC, bedacht door Susan Nickson. De serie liep van februari 2001 tot mei 2011 (negen seizoenen). In Nederland zond onder meer Comedy Central de reeks uit.
De titel van de serie is geïnspireerd door een hit uit 1980 genaamd 'Two Pints of Lager and a Packet of Crisps Please' van Splodgenessabounds.

## Verhaal
Een vriendengroep van vijf twintigers bestaand uit stelletjes Gaz & Donna en Janet & Jonny en hun vriendin Louise leeft zijn leven in het kleine ingeslapen Engelse plaatsje Runcorn. Hun middelen zijn beperkt en hun talenten weinig opzienbarend, waardoor ze voorbestemd lijken om ook de rest van hun leven in Runcorn te slijten.
Na zes seizoenen verliet Ralf Little (Jonny) de serie. Na het achtste seizoen in 2009 was het onduidelijk of er nog een vervolg zou komen. Twee jaar later kwam het negende seizoen er alsnog, al werkten bedenker Susan Nickson en actrices Kathryn Drysdale (Louise) en Sheridan Smith (Janet) niet meer mee aan de serie. Van de oorspronkelijke personages waren daardoor alleen Gaz en Donna nog over. De bijrol van barman Tim werd omgezet naar een hoofdrol. Na het negende seizoen stopte Two Pints in 2011 definitief.

## Seizoenen & afleveringen
| Seizoen | Seizoen | Afleveringen | Van              | Tot              |
| ------- | ------- | ------------ | ---------------- | ---------------- |
|         | 1       | 6            | 26 februari 2001 | 2 april 2001     |
|         | 2       | 6            | 15 april 2002    | 20 mei 2002      |
|         | 3       | 10           | 23 februari 2003 | 27 april 2003    |
|         | 4       | 8+1          | 21 december 2003 | 4 april 2004     |
|         | 5       | 14           | 4 januari 2005   | 5 april 2005     |
|         | 6       | 10           | 26 februari 2006 | 30 april 2006    |
|         | 7       | 8            | 13 januari 2008  | 9 maart 2008     |
|         | 8       | 10+1         | 8 maart 2009     | 22 december 2009 |
|         | 9       | 6            | 26 april 2011    | 24 mei 2011      |

- Zowel seizoen 4 als seizoen 8 bevatten een extra aflevering, een deel dat als #0 voorging aan de rest van het seizoen. Op 21 december 2003 betrof dat een speciale flashback-aflevering in musical-stijl, getiteld When Janet Met Jonny. Op 8 maart 2009 ging het om een speciale extra aflevering ter ondersteuning van de liefdadigheidsinstelling Comic Relief, getiteld Comic Relief Special: When Janet Met Michelle. Hierin komen ook personages voor uit de Britse sitcoms Coming of Age en Grown-ups. In laatstgenoemde serie speelde Sheridan Smith (Janet) ook een hoofdrol, als Michelle Booth. De titel van de aflevering slaat op haar beide personages.

## Personages

### Hoofdrollen
| Naam                                 | Acteur           | Leeftijd (Seizoen 1) | Seizoenen |
| ------------------------------------ | ---------------- | -------------------- | --------- |
| Gary "Gaz" Wilkinson                 | Will Mellor      | 22                   | 1 - 9     |
| Donna Wilkinson geboortenaam Henshaw | Natalie Casey    | 22                   | 1 - 9     |
| Jonny Keogh                          | Ralf Little      | 20                   | 1 - 6     |
| Janet Keogh geboortenaam Smith       | Sheridan Smith   | 21                   | 1 - 8     |
| Louise Brooks                        | Kathryn Drysdale | 20                   | 1 - 8     |

### Bijrollen
| Naam            | Acteur           | Opmerkingen                     | Seizoenen |
| --------------- | ---------------- | ------------------------------- | --------- |
| Tim Claypole    | Luke Gell        | Manager van The Archer          | 7 - 9     |
| Cassie Claypole | Georgia Henshaw  | Zus van Tim                     | 9         |
| Billy McCormack | Freddie Hogan    | Cassies vriend                  | 9         |
| Flo Henshaw     | Beverley Callard | Moeder van Donna                | 1 - 3     |
| David Fish      | Jonathon Dutton  | Kortstondige vriend van Louise  | 3 - 4     |
| Munch Wilkinson | Lee Oakes        | Broer van Gaz                   | 3 - 5, 7  |
| Kate            | Alison Mac       | Kortstondige vriendin van Jonny | 4         |
| Kelly           | Hayley Bishop    | Barvrouw in The Archer          | 4 - 6     |
| Wesley Presley  | Thomas Nelstrop  | Donna's nieuwe vriend           | 8         |